# Jordan Beyer
Louis Jordan Beyer (ur. 19 maja 2000 w Kempen) – niemiecki piłkarz występujący na pozycji obrońcy w angielskim klubie Burnley.
Wychowanek Borussii Mönchengladbach, w trakcie swojej kariery grał także w Hamburgerze SV. Młodzieżowy reprezentant Niemiec.